# Ventura de la Vega
Buenaventura José María de la Vega y Cárdenas (Buenos Aires, Virreinato del Río de la Plata, 14 de julio de 1807 - Madrid, 29 de noviembre de 1865), más conocido como Ventura de la Vega, fue un escritor y dramaturgo argentino que tuvo su consagración en España.

## Biografía
Nació en la ciudad de Buenos Aires, entonces capital del Virreinato del Río de la Plata, el 14 de julio de 1807. Su padre al morir manifestó su deseo de que fuera educado en España y al cumplir los once años, ya producida la Revolución de Mayo y en plena lucha por la emancipación Argentina, su madre lo envió a la Península al cuidado de un tío suyo.
La tradición indica que mientras el niño se resistía a ser embarcado y era conducido por la fuerza desde el muelle gritaba «Ciudadanos, ¿consentiréis que se destierre á un argentino de su patria, á la fuerza, y contra su voluntad?».
Su adaptación en España habría sido rápida. En el colegio de San Mateo de Madrid fue discípulo de Alberto Lista, de quien recibió el gusto por un clasicismo moderado, y compañero de José de Espronceda, con el cual formó parte de la Sociedad de Los Numantinos, por lo que estuvo preso en un monasterio de Madrid. 
Muerto su tío, finalizada la guerra y consolidada la independencia argentina, su familia le pidió que regresara a Buenos Aires pero Ventura decidió permanecer en España.
Conservador desde 1836, llegó a ser profesor de Isabel II y director del Teatro Español en 1847, así como académico de la Real Academia Española en 1842; en su discurso de ingreso atacó al Romanticismo por su agresividad social. Sus ideas juveniles, algo volterianas, evolucionaron hacia la religiosidad, sobre todo a partir de su matrimonio con la célebre cantante Manuela Oreiro de Lema (1838).
Su hijo Ricardo de la Vega también alcanzó fama como literato y libretista.
Se encuentra enterrado en el cementerio de San Isidro de Madrid y en su lápida solo aparece grabado su nombre.

## Obra

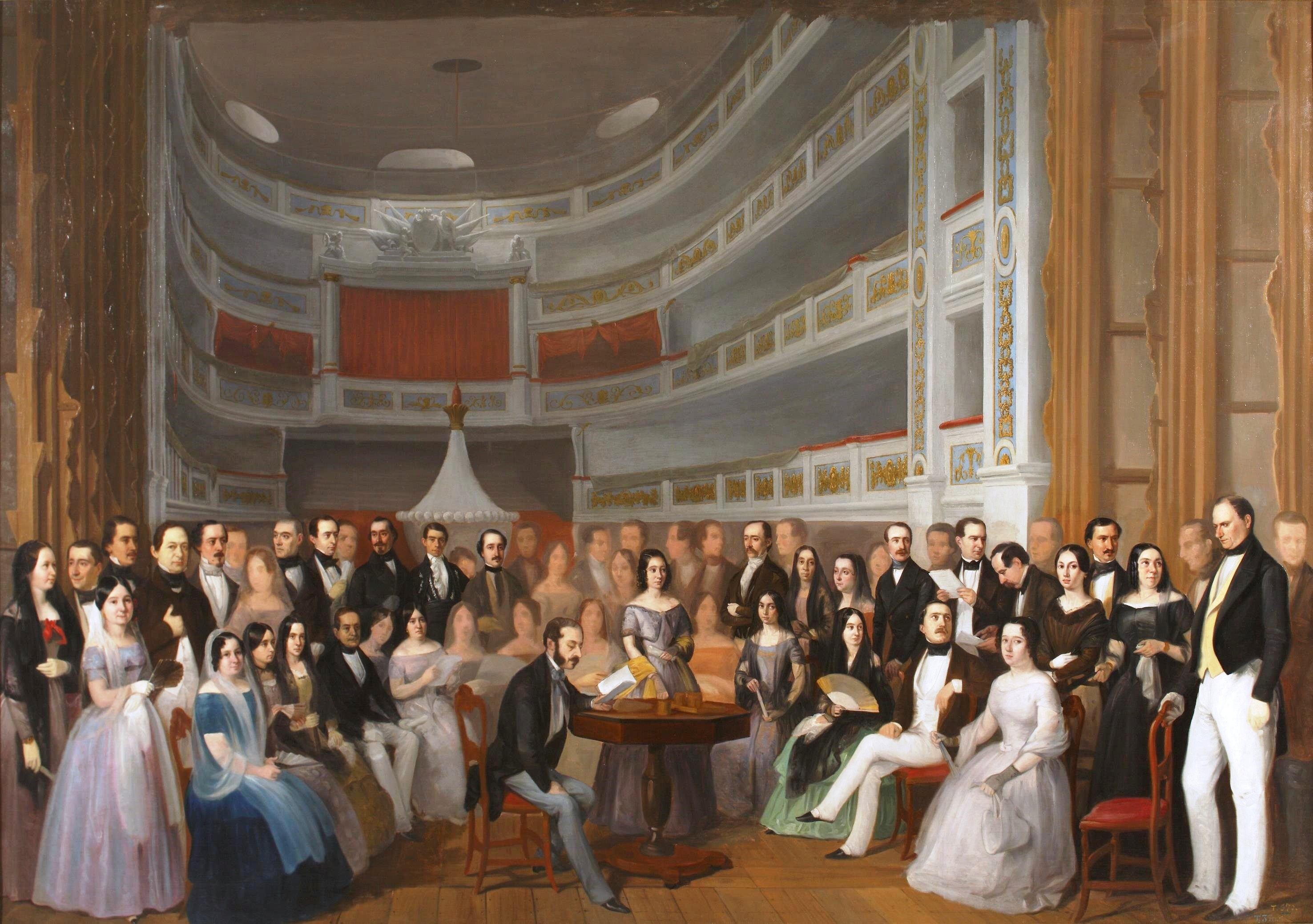
Ventura de la Vega leyendo una obra en el Teatro del Príncipe, de Antonio María Esquivel. Ca. 1846-1847. (Museo del Prado, Madrid).

Ventura de la Vega es poeta lírico y dramático. Sus poesías, a menudo de circunstancias, poseen finura y elegancia formal. En general, tanto en poesía como en teatro, es clásico y contrario al Romanticismo, aunque algunas veces reciba su influencia. Sus libros poéticos son Rimas americanas (La Habana, 1833, solo los primeros poemas), Obras poéticas (París, 1866) y Poesías líricas (Madrid, 1873). Como comediógrafo sigue la estela de Moratín y Bretón de los Herreros y hace gala de un sistema de valores claramente burgués y de clase media, por medio de una comedia de salón realista y moralizadora. Se muestra, pues, un precursor del teatro de Adelardo López de Ayala y de la alta comedia de Jacinto Benavente. Traductor infatigable, dejó no menos de ochenta y seis traducciones de piezas teatrales, entre ellas muchas de Eugène Scribe.
Escribió libretos de zarzuela como Jugar con fuego (1853), para Francisco Asenjo Barbieri. Su comedia más conocida es El hombre de mundo (1845), historia de un calavera atormentado por los celos, que Marcelino Menéndez Pelayo consideró demasiado artificiosa. Una frase de esta obra, "Todo Madrid lo sabía, / todo Madrid menos él", se ha convertido en frase hecha. También cultivó el drama histórico con piezas como Don Fernando de Antequera (1847) o La muerte de César (1865), esta última una obra muy apreciada por Juan Valera. Los críticos destacan en este autor la excelente versificación y su respeto a la documentación histórica. La muerte de Curro Cejas (1866) es una parodia de esta obra hecha por el mismo autor. Dedicó dos obras a Cervantes: Don Quijote en Sierra Morena (1832), basada en el episodio de Cardenio y Dorotea, que le valió elogios de Larra, y Los dos camaradas, (1857), sobre la vida del Manco de Lepanto. Tradujo, además, El rey se divierte de Víctor Hugo.